# Kepler-11f
Kepler-11f es un exoplaneta (planeta extrasolar) descubierto en la órbita de la estrella similar al Sol Kepler-11 por el telescopio espacial Kepler de la NASA , que busca planetas que delante de sus estrellas madre. Kepler-11f es el quinto planeta de su estrella, orbitando una cuarta parte de la distancia (0,25 ua) de la Tierra desde el Sol cada 47 días. Es el más lejano de los primeros cinco planetas en el sistema, en comparación con el planeta Kepler-11g. Kepler-11f es el menos masivo de los seis planetas de Kepler-11, casi dos veces la masa de la Tierra: 2,6 veces el radio de la Tierra. Junto con los planetas «d» y «e» y a diferencia de los dos planetas interiores en el sistema, Kepler-11f tiene una densidad menor que la del agua y comparable a la de Saturno. Esto sugiere que Kepler-11f tiene una atmósfera de hidrógeno y helio significativo. Los planetas de Kepler-11 constituyen el primer sistema descubierto con más de tres planetas en órbita. Kepler-11f se anunció al público el 2 de febrero de 2011 después de las investigaciones de seguimiento en varios observatorios. El análisis de los planetas y de los resultados del estudio se publicaron al día siguiente en la revista Nature.

## Nombre y descubrimiento
Kepler-11, antiguamente conocido como KOI-157, es estrella madre del planeta y se incluye en el nombre del planeta. Debido a que Kepler-11f fue descubierto con otros cinco planetas, los planetas de Kepler-11 fueron ordenados por la distancia de la estrella madre, por lo que Kepler-11f es el quinto planeta de su estrella y se le dio la letra «f». El nombre de "Kepler" se deriva del satélite Kepler de la NASA.
Las observaciones de seguimiento se llevaron a cabo en los observatorios en el Observatorio W. M. Keck en Hawái, en los telescopios Shane y Hale en California, Harlan J. Smith y Hobby-Eberly en Texas, los telescopios WIYN y MMT y el Observatorio Whipple en Arizona y el Telescopio óptico nórdico en las Islas Canarias. El telescopio espacial también se utilizó. Según la NASA, el sistema de Kepler-11 es el más compacto y el sistema más plano descubierto hasta ahora, superando incluso el sistema solar.

## Estrella madre
Kepler-11 es una estrella tipo G, al igual que el Sol es, y está situada a 613 parsecs de distancia, en la constelación de Cygnus. Tiene 95 % de la masa solar y el 110 % del radio solar. Su masa y radio, combinado con un contenido de hierro aproximado (metalicidad) de 0 a 5680 K, hacen que la estrella sea muy similar al Sol, aunque un poco más fría. Sin embargo, la estrella tiene aproximadamente 1,74 veces la edad del Sol, y se estima que ha existido desde hace ocho mil millones de años. Kepler-11 tiene seis planetas conocidos en órbita: Kepler-11b, Kepler-11c, Kepler-11d, Kepler-11e, Kepler-11f, y Kepler-11g. Orbitan cerca de su estrella madre y sus órbitas cabrían dentro de la órbita del planeta Mercurio. Con una magnitud aparente de 14,2, Kepler-11 no puede ser visto a ojo desnudo.
- Datos: Q3069330
- Multimedia: Kepler-11 f / Q3069330